# August Otto Krug (Jurist, 1805)
August Otto Krug (* 18. März 1805 in Frankfurt (Oder); † 17. April 1867 in Dresden) war ein deutscher Jurist.

## Leben
August Ottos Eltern waren Wilhelm Traugott Krug und Wilhelmine von Zenge. Am 29. März 1827 verteidigte er seine juristische Dissertation in Leipzig. Die Doktordissertation De cond. furtiva selecta capita verteidigte und publizierte er im Jahre 1830. Er heiratete die Schriftstellerin Charlotte Schnorr von Carolsfeld, die Tochter des Malers Veit Hanns Schnorr von Carolsfeld und der Wilhelmine (geb. Irmisch), am 29. Dezember 1833 in der St. Thomaskirche zu Leipzig. Der Ehe entstammten zwei Töchter und zwei Söhne.
Nachdem August Otto Krug für kurze Zeit als Rechtsanwalt in Leipzig tätig gewesen war, wurde er in den Schöffenstuhl berufen. Diesem gehörte er, bis zu seiner Auflösung 1835, an. Nachfolgend wurde er Appellationsrath in Zwickau. Aufgrund seiner hervorragenden Ausarbeitungen zum Strafrecht wurde August Otto Krug im Jahre 1845 als Rath in das sächsische Justizministerium berufen. Dort arbeitete er ab 1848 – gemeinsam mit Gustav Albert Siebdrat (1806–1876), Friedrich Albert von Langenn und Friedrich Oskar von Schwarze – in der Kommission zur Abfassung eines Strafgesetzentwurfes. Dieser Entwurf gelangte im Jahre 1850 zur Fertigstellung, wurde jedoch fallen gelassen. Wenig später wurde August Otto Krug mit der Prüfung eines neuen Entwurfes betraut, welcher dann am 11. August 1855 als Strafgesetzbuch für das Königreich Sachsen publiziert wurde. Noch im selben Jahr gab Krug seine Publikation Commentar zu dem Strafgesetzbuche für das Königreich Sachsen vom 11. August 1855 und den damit in Verbindung stehenden Gesetzen und eine Taschenausgabe des Strafgesetzbuches heraus.
August Otto Krug starb nach langjähriger Gehirnkrankheit am 17. April 1867 in Dresden.

## Nachkommen
Sein ältester Sohn war der Dresdner Mediziner und Hofrat Traugott Walter Krug (1835–1911). Der 1838 geborene Sohn Konrad Wilhelm Krug († 1917) war wie sein Vater Jurist und sächsischer Justizrat, zuletzt Rechtsanwalt beim Königlichen Oberlandesgericht in Dresden. Die Tochter Helene Charlotte Krug (1839–1913) heiratete Aemilius Otto Siebdrat, einen Sohn von August Otto Krugs Kollegen Gustav Albert Siebdrat. Die jüngste Tochter, Thekla Johanna Krug (1841–1923), war die Ehefrau des Dresdner Mediziners und Professors Alfred Fiedler.

## Titel und Auszeichnungen
- Königlich Sächsischer Geheimer Justizrath
- Ritter des königlich sächsischen Verdienstordens
- Offizier des kaiserlich französischen Ordens der Ehrenlegion

## Publikationen (Auswahl)
- 1833: Die Lehre von der Compensation (Digitalisat)
- 1836: Die Bürgerliche Strafe als Bußzwang (Digitalisat)
- 1838: Auslegung und Anwendung des Criminalgesetzbuches für Sachsen
- 1847: Wie lässt sich die Mündlichkeit des Criminalprozesses mit Urkundlichkeit, Entscheidungsgründen und zweiter Instanz über die Thatfrage vereinigen.
- 1848: Die Grundsätze der Gesetzauslegung (Digitalisat)
- 1851: Das Internationalrecht der Deutschen (Digitalisat)
- 1854: Über dolus und culpa und insbesondere über den Begriff der unbestimmten Absicht
- 1854: Die Lehre vom Versuche der Verbrechen (Digitalisat)
- 1856: Das Strafgesetzbuch und die Strafproceßordnung für das Königreich Sachsen (zusammen mit Friedrich Oskar von Schwarze, Digitalisat)
- 1856: Die sächsischen Staatsverträge zur Beförderung des Rechtsverkehrs mit dem Auslande (Digitalisat)
- 1857: Ideen zu einer gemeinsamen Strafgesetzgebung für Deutschland (Digitalisat)
- 1857: Zur Lehre von dem fortgesetzten Verbrechen mit besonderer Rücksicht auf Dr. Schwarze's Schrift (gemeint ist Friedrich Oskar von Schwarzes Arbeit Zur Lehre von dem fortgesetzten Verbrechen aus demselben Jahr, Digitalisat)